# São Vicente, Rio Grande do Norte
São Vicente este un oraș în Rio Grande do Norte (RN), Brazilia.